# Pattinaggio di velocità ai XIV Giochi olimpici invernali
Ai XIV Giochi olimpici invernali del 1984 a Sarajevo (Jugoslavia), vennero assegnate medaglie in nove specialità del pattinaggiò di velocità.

## Risultati

### Gare maschili

#### 500 m
| Posizione | Atleta             | Nazione          | Tempo |
| --------- | ------------------ | ---------------- | ----- |
| 1         | Sergej Fokičev     | Unione Sovietica | 38,19 |
| 2         | Yoshihiro Kitazawa | Giappone         | 38,30 |
| 3         | Gaétan Boucher     | Canada           | 38,39 |

#### 1000 m
| Posizione | Atleta             | Nazione          | Tempo   |
| --------- | ------------------ | ---------------- | ------- |
| 1         | Gaétan Boucher     | Canada           | 1:15,80 |
| 2         | Sergej Chlebnikov  | Unione Sovietica | 1:16,63 |
| 3         | Kai Arne Engelstad | Norvegia         | 1:16,75 |

#### 1500 m
| Posizione | Atleta            | Nazione          | Tempo   |
| --------- | ----------------- | ---------------- | ------- |
| 1         | Gaétan Boucher    | Canada           | 1:58,36 |
| 2         | Sergej Chlebnikov | Unione Sovietica | 1:58,83 |
| 3         | Oleg Bož'ev       | Unione Sovietica | 1:58,89 |

#### 5000 m
| Posizione | Atleta          | Nazione          | Tempo   |
| --------- | --------------- | ---------------- | ------- |
| 1         | Tomas Gustafson | Svezia           | 7:12,28 |
| 2         | Igor' Malkov    | Unione Sovietica | 7:12,30 |
| 3         | René Schöfisch  | Germania Est     | 7:17,49 |

#### 10000 m
| Posizione | Atleta          | Nazione          | Tempo    |
| --------- | --------------- | ---------------- | -------- |
| 1         | Igor' Malkov    | Unione Sovietica | 14:39,90 |
| 2         | Tomas Gustafson | Svezia           | 14:39,95 |
| 3         | René Schöfisch  | Germania Est     | 14:46,91 |

### Gare femminili

#### 500 m
| Posizione | Atleta               | Nazione          | Tempo |
| --------- | -------------------- | ---------------- | ----- |
| 1         | Christa Rothenburger | Germania Est     | 41,02 |
| 2         | Karin Enke           | Germania Est     | 41,28 |
| 3         | Natalia Glebova      | Unione Sovietica | 41,50 |

#### 1000 m
| Posizione | Atleta                    | Nazione          | Tempo   |
| --------- | ------------------------- | ---------------- | ------- |
| 1         | Karin Enke                | Germania Est     | 1:21,61 |
| 2         | Andrea Ehrig-Mitscherlich | Germania Est     | 1:22,83 |
| 3         | Natal'ja Petrusëva        | Unione Sovietica | 1:23,21 |

#### 1500 m
| Posizione | Atleta                    | Nazione          | Tempo   |
| --------- | ------------------------- | ---------------- | ------- |
| 1         | Karin Enke                | Germania Est     | 2:03,42 |
| 2         | Andrea Ehrig-Mitscherlich | Germania Est     | 2:05,29 |
| 3         | Natal'ja Petrusëva        | Unione Sovietica | 2:05,78 |

#### 3000 m
| Posizione | Atleta                    | Nazione      | Tempo   |
| --------- | ------------------------- | ------------ | ------- |
| 1         | Andrea Ehrig-Mitscherlich | Germania Est | 4:24,79 |
| 2         | Karin Enke                | Germania Est | 4:26,33 |
| 3         | Gabi Schönbrunn           | Germania Est | 4:33,13 |

## Medagliere per nazioni
| Pos | Nazione          | Oro | Argento | Bronzo | Totale |
| --- | ---------------- | --- | ------- | ------ | ------ |
| 1   | Germania Est     | 4   | 4       | 3      | 11     |
| 2   | Unione Sovietica | 2   | 3       | 4      | 9      |
| 3   | Canada           | 2   | 0       | 1      | 3      |
| 4   | Svezia           | 1   | 1       | 0      | 2      |
| 5   | Giappone         | 0   | 1       | 0      | 1      |
| 6   | Norvegia         | 0   | 0       | 1      | 1      |